# Digimon Frontier
Autre
Digimon Frontier (デジモンフロンティア, Dejimon Furontia) est la quatrième saison de la série d'animation japonaise, ou anime, dérivée et inspirée de la franchise médiatique Digimon créée par Akiyoshi Hongo. Avec un total de cinquante épisodes, elle est initialement diffusée du 7 avril 2002 au 30 mars 2003 sur la chaîne de télévision Fuji Television au Japon. Dans cette saison, les six digisauveurs peuvent, à l'aide d'anciens esprits issus de dix guerriers légendaires, se transformer eux-mêmes physiquement en Digimon pour lutter contre une série d'antagonistes.
Cette itération qui revient aux bases scénaristiques d'enfants embarquant pour le Digimonde est commandée en marge de la diffusion de Digimon Tamers,, à la suite de l'érosion de popularité générale de la franchise à partir de 2001,,,. Néanmoins, elle enregistre des taux d'audiences et des ventes des merchandising très faibles. Le court-métrage de l'itération réalise un fiasco au box-office japonais,. Après quatre ans de diffusion en continu, Digimon quitte l'antenne de Fuji TV pendant trois ans et demi pour une ultime tentative infructueuse avec Digimon Data Squad et la diffusion d'une nouvelle série Digimon sur Fuji TV ne se réalise qu'en 2020, avec un reboot de la première génération de Digimon.
La série s'exporte dans un nombre de pays de plus en plus réduit par rapport à la saison précédente, parmi lesquels les pays anglophones, germanophones, lusitanophones et hispanophones à travers principalement les réseaux de télévision de Disney et de Fox Kids. C'est la dernière saison diffusée en Italie. Contrairement aux séries précédentes, Digimon Frontier n'est pas diffusée au Royaume-Uni et ne bénéficie d'une sortie officielle qu'en 2018, lorsque Manga Entertainment sort la série en DVD à la suite des demandes des fans. En France, l'intégrale est distribuée pour la première fois en VOSTFr sur la plateforme à la demande ADN, le 7 mars 2024.

## Scénario
Dans un univers parallèle, dix créatures choissisent de se sacrifier pour sceller la menace qui pèse sur leur monde — Lucemon. Ces guerriers légendaires créent vingt artefacts depuis leurs propres données avant de laisser le « Digimonde » entre les mains de trois Digimon célestes — Ophanimon, Cherubimon et Seraphimon.
L'un de ces trois Digimon, Cherubimon, décide de régner en maître et de rendre la population du Digimonde ennemie, entre occupants humanoïdes et créatures à l'apparence animale,. La confusion est telle que ce nouveau monde se déchire et entraîne des destructions aussi importantes que celles de ses territoires. Pour le contrecarrer, Ophanimon invoque des jeunes du monde réel pour former un groupe de héros aux cœurs purs, les digisauveurs : Takuya, Koji, Junpei, Izumi et Tomoki, comptent parmi les enfants qui reçoivent un message sur leur téléphone leur demandant de monter à bord d'un étrange train qui doit les emmener dans ce monde virtuel.
Les cinq enfants obtiennent la capacité de restaurer ce monde grâce à leurs digivices, de petits appareils nés de la transformation de leurs propres possessions électroniques : L'objet permet au sauveur de capturer les données qui composaient les zones de monde, les « digicodes » perdus et absorbés par les antagonistes. Pour faire face à ces adversaires, ces jeunes héros vont acquérir progressivement la capacité de s'incarner — de se digivolver, eux-mêmes physiquement en Digimon à l'aide des artefacts décrits comme les « digi-esprits des Dix Guerriers », qu'ils trouvent au cours d'une grande traversée de ce monde avec leurs guides de fortune Neamon et Bokomon, en étant contraints d'affronter les sbires de Cherubimon et d'autres antagonistes sur leur chemin. Ces héros voyagent principalement sur les voies ferrées de ce monde, en empruntant des Digimon appelés Trailmon comme moyen de transport.
Au cours de leur exploration, les héritiers d'Agunimon, Lobomon, Kumamon, Kazemon et de Beetlemon se dotent de nouveaux digi-esprits, appartenant à l'aspect humanoïde ou bestial des Dix Guerriers de la Légende, chacun ayant des forces et des faiblesses différentes, et rencontrent des ennemis se transformant à partir de cinq autres esprits appartenant cette fois-ci aux « Ténèbres » : Mercuremon, Ranamon, Grottemon, Arbormon et Duskmon, les serviteurs de Cherubimon. Koji découvre en Duskmon son frère jumeau, Koichi Kimura, qui rejoint le groupe des digisauveurs et participe à la lutte du bien contre le mal sous la forme de Loweemon. Ensemble, ils déjouent les plans de différents antagonistes et la tentative de résurrection de Lucemon. L'antagoniste final est éliminé avec l'aide des créatures célestes, ce qui permet de reconstituer complètement le Digimonde, désormais en paix.

## Personnages
Le premier protagoniste et leader du groupe se nomme Takuya Kanbara, un jeune garçon actif, courageux et sportif, dont l'esprit est celui du feu et dont la forme Digimon initiale est Agunimon. Le second protagoniste se nomme Koji Minamoto, un jeune garçon solitaire et introverti dont la forme initiale est Lobomon. Junpei Shibayama, un autre protagoniste, est le plaisantin du groupe dont la forme est Beetlemon. Ils sont accompagnés d'Izumi Orimoto, la seule fille fièrement indépendante du groupe, dont la forme initiale est Kazemon. Le dernier du groupe est Tomoki Himi, le plus jeune et également moins mature, dont la forme initiale est Kumamon.
Ces cinq protagonistes seront par la suite rejoint par un sixième nommé Koichi Kimura, le frère jumeau de Koji, dont la forme initiale est Duskmon. Ils sont accompagnés de deux guides : Bokomon, un Digimon en possession d'une encyclopédie contenant tout le savoir du Digimonde, et Neamon, un simple résident du Digimonde agissant d'une manière comique et parfois courageuse. Chacun se doit de battre de nombreux opposant dont la Garde Royale (traduction officielle dans Digimon Data Squad), Cherubimon, et l'antagoniste final Lucemon.

## Développement
Le studio Toei Animation annonce la production d'une quatrième série Digimon en février 2002, en pleine diffusion de Digimon Tamers,, pour un lancement prévu en avril,. La franchise connaît une forte érosion de popularité générale dès 2001 au Japon,,,.
Digimon Frontier est produit par Go Haruna de Fuji TV, Kyōtarō Kimura de Yomiko Advertising et Hiromi Seki. La série est réalisée par Yukio Kaizawa et est scénarisée principalement par Sukehiro Tomita, tandis que le character design est réalisé par Katsuyoshi Nakatsuru. La série est diffusée au Japon à 9 h du matin sur la chaîne télévisée japonaise Fuji Television du 7 avril 2002 au 30 mars 2003. Cette saison tente de retourner aux bases scénaristiques de la première saison avec des enfants embarquant pour le Digimonde, et de se démarquer de la formule de la troisième saison. La production des séries Digimon est ensuite arrêtée une première fois.
Toei Animation éprouve de plus en plus de difficultés à vendre ses séries à cette période,,. Dans son exportation, la série a été vendue en package avec la troisième saison lorsque Disney en a acquis les droits auprès de Saban Entertainment, sécurisant ainsi une distribution en Amérique du Nord et dans certains pays. La diffusion dans les pays anglophones, germanophones, lusitanophones et hispanophones est principalement assurée par les réseaux de télévision de Disney (UPN, ABC Family, Toon Disney, Fox Kids).
En France, la plateforme à la demande Animation Digital Network (ADN) distribue la série Digimon Frontier pour la première fois en langue française le 7 mars 2024, en SVOD payante. Une traduction et une adaptation VOSTFr de la société Titrafilm avec Toei Animation. La sortie coïncide, jour pour jour, avec le 25e anniversaire des séries animées de la franchise. Frontier intègre également Crunchyroll dans un déploiement européen à partir du 14 mai 2024.

### Titres en français
1. Agunimon, le Guerrier du Feu
2. Lobomon, le Guerrier de la Lumière
3. Kumamon, le Guerrier de la Glace
4. Kazemon, la Guerrière du Vent
5. Beetlemon, le Guerrier de la Foudre
6. Un ennemi inattendu
7. La ville flottante des ToyAgumon
8. Sauvetage en plein déluge
9. Cauchemar en forêt
10. L'Heure de la revanche
11. Une rage irrépressible
12. Un cri venu du cœur
13. Le Secret des Dix Guerriers
14. Une puissance dévastatrice
15. Raz-de-marée en prévision
16. Une beauté aussi redoutable que fatale
17. Une férocité glaciale
18. Le Grand Prix des Trailmon
19. Le Village des hamburgers
20. Un Guerrier bien mystérieux
21. Écrasés par les Ténèbres
22. Un retour amer
23. Un nouveau pouvoir
24. Les Démons du passé
25. Le Sens de l'amitié
26. Un concours de beauté improvisé
27. Les Hurlements de Beowolfmon
28. La Fureur d'Aldamon
29. La Transformation de Sephirothmon
30. Velgrmon, le Guerrier des Ténèbres
31. Le Cimetière des Trailmon
32. Le Secret de Duskmon
33. Le Nouveau Guerrier des Ténèbres
34. Un sauvetage périlleux
35. La Clé de la victoire
36. Un combat légendaire
37. Un espoir indéfectible
38. Le Retour de Lucemon
39. Un arrêt lunaire
40. Des Digi-sauveurs inattendus
41. Takuya et le haricot de l'amitié
42. Un village à protéger coûte que coûte
43. L'Invasion infernale
44. Frères d'armes
45. Le siège du marché d'Akiba
46. La Fin du monde
47. La Force de l'espoir
48. L'Ultime souhait de Koichi
49. L'Affrontement final
50. L'Aube d'une nouvelle légende

## Médias

### Film et DVD
Un film d'animation intitulée Digimon Frontier - Kodai Digimon Fukkatsu! sort au Japon le 20 juillet 2002 à l'occasion du Toei's Summer Anime Fair. Aux États-Unis, il est diffusé sur le bloc de programmations Jetix le 27 novembre 2005 à 9 h.
En Amérique du Nord, un coffret DVD de la série sort le 10 septembre 2013 distribué par New Video Group. Contrairement aux séries précédentes, Digimon Frontier est resté inédit dans un certain nombre de régions, dont au Royaume-Uni jusqu'en 2018, lorsque Manga Entertainment sort la série en DVD à la suite des demandes des fans.

### Musiques
Le générique du début est intitulé FIRE!!, par Kōji Wada. Le générique de fin est intitulé Innocent ~Mujaki na Mama de~ (イノセント〜無邪気なままで〜, Inosento ~Mujaki na Mama de~, ep. 1-26), par Kōji Wada et an Endless tale (ep. 27-50) par Kōji Wada et Ai Maeda. Les autres chansons de la série incluent With The Will de Kōji Wada, et The Last Element, de Ayumi Miyazaki.

### Jouets
Comme pour les nombreuses séries annexées à la franchise Digimon, les personnages de Digimon Frontier sont commercialisés sous forme de jouets et peluches. Distribués par la société Bandai, ils sont localement vendus pour 4,5 milliards de yen. Un manhua de Yuen Wong reprenant le scénario de la saison a également été publié

## Accueil
La plus haute audience de cette série sur la chaîne Fuji Television à 10,3 %, l'audience la plus basse se situe à 4,7 %, et la moyenne d'audience se situe à 7,2 %.
Selon Anime News Network, le Toei's Summer Anime Fair, annuellement organisé par la société Toei Animation, qui présentait le film dérivé de la série, a été un fiasco. « Pour la toute première fois, le Toei's Summer Anime Fair s'est conclu par un échec au box-office japonais. L'édition de cette année, qui impliquait Digimon Frontier, Kinniku-Man the 2nd et Crash Gear Turbo, n'a gagné qu'un petit 800 millions de yens (6,8 millions de dollars) au box-office japonais. »